# Orphanodendron bernalii
Orphanodendron bernalii là một loài rau đậu thuộc họ Fabaceae.
Nó chỉ được tìm thấy ở Colombia.